# ハングオン
ハングオフはオートバイの乗車技術のひとつ。カーブを走行する際、車体の左右の中心線よりも内側の低い位置に乗員の身体を移動させることを言う。英語での正しい呼び方はハングオフ(英: hang off)だが、日本ではハングオンと呼ばれることも多い。

## 概要

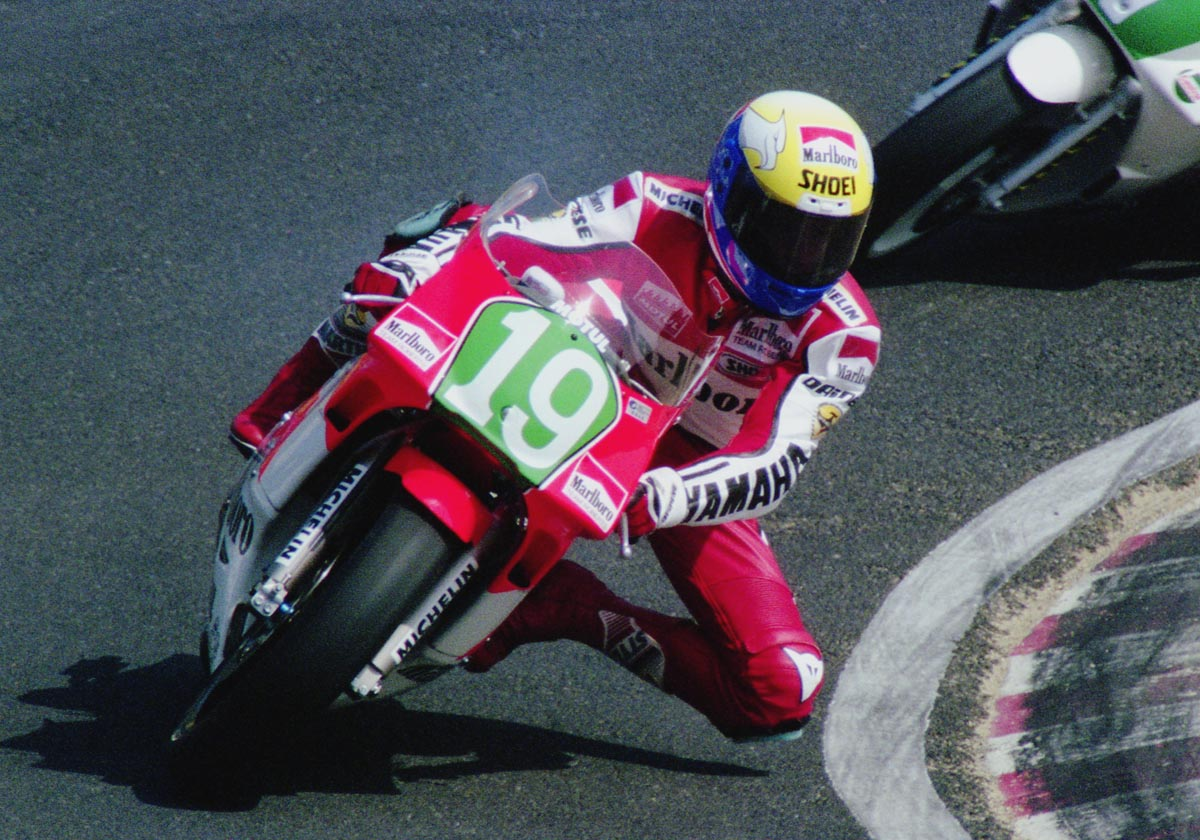
ほぼ正面から見たハングオン。体がバイクの中心線よりも内側に落ちている。

ハングオフは２輪車でカーブを旋回する際に、乗員がシートからカーブの内側方向へ腰をずらして乗車する技法である。傾斜させた車体に乗員がぶら下がっているように見えることから「ハングオフ」（英語でぶらさがるという意味）と呼ばれるようになった。しかし日本では「ハングオン」と誤認され、間違った呼称が定着してしまっている。
乗員の身体の重心をカーブの内側方向の低い位置に移動させることで、車体を大きく傾斜させなくても遠心力に拮抗させられるため、安定した旋回が可能となる。同時に、カーブ内側のひざを開いて路面に接触させ、車体の傾斜角度の目安とする方法もとられる場合が多い。
元々はロードレースのレーシングライダーが使用する特殊なテクニックだったが、現在では一般道を走る一般のライダーが使用する例も見られる。

## 起源

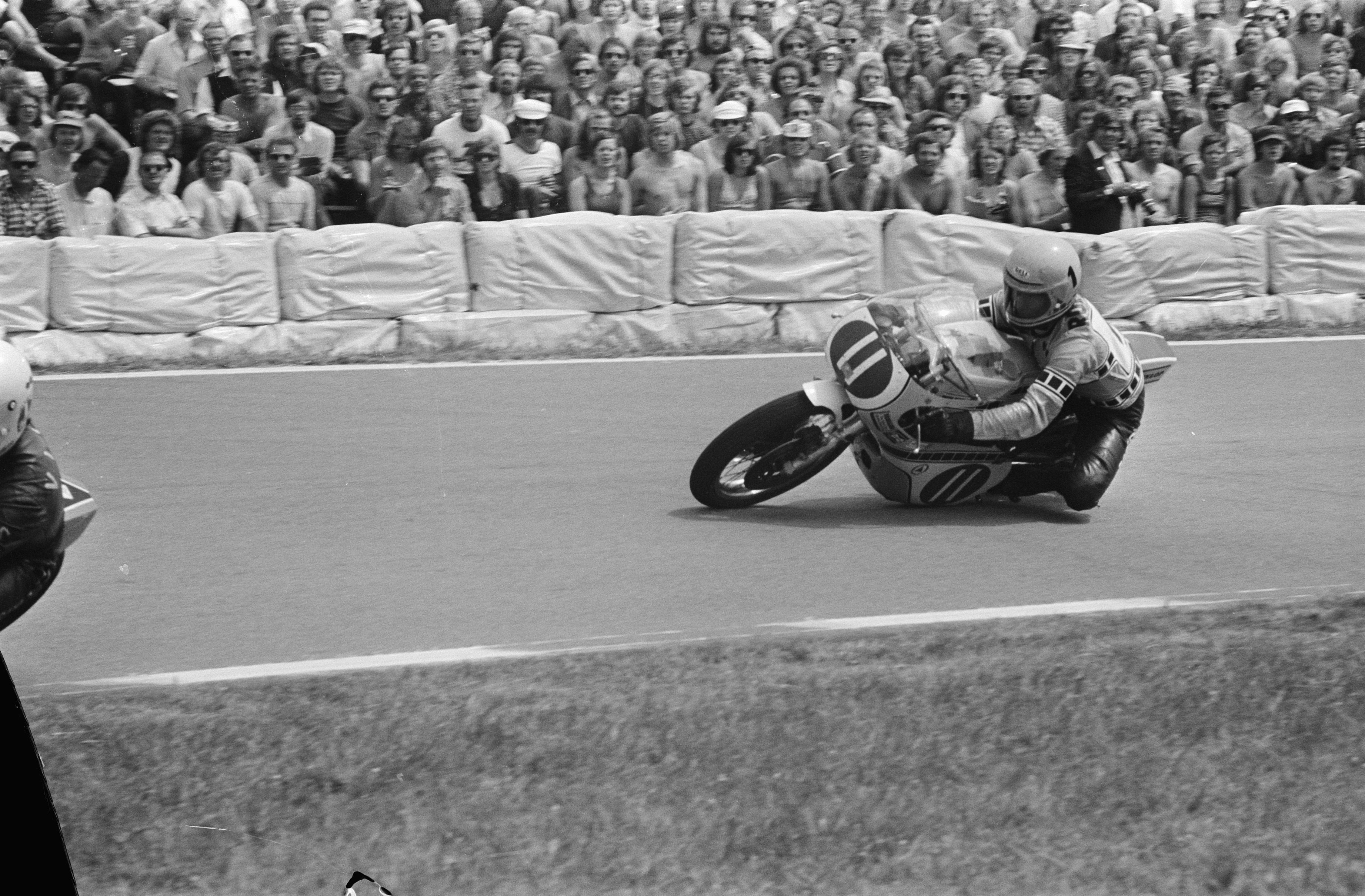
ケニー・ロバーツのハングオン

ハングオフ（ハングオン）の起源にはいくつかの説が存在する。
広く知られている説のひとつは「ケニー・ロバーツが起源（考案者、あるいは完成者）である」というものである。
もうひとつの説は「ヤーノ・サーリネンが起源であり、元はサーリネンがアイスレースで使用していたテクニックをロードレースに持ち込んだ」というものである。
だが1960年代には既に多くのレーシングライダーが、コーナーでシートから腰を落とし、膝を開いて走行している。そのため上記2説（ロバーツ起源説、サーリネン起源説）に対する異論も存在する。

## 影響
二輪車の運転では、ライダーがシートに真っ直ぐ座り、脚を閉じて膝でタンクを挟み（ニーグリップ）、カーブでは車体と身体を真っ直ぐ一体にして傾ける（リーンウィズ）のが基本とされる。ハングオフ（ハングオン）はこの基本姿勢から大きく逸脱しており、視覚的にも分かりやすいため、レースやレーシングライダーに憧れる一般ライダーが模倣する例が見られる。膝を路面に擦るといった独特のフォームに固執するあまり、スムーズで安全な運転操作になっていない場合も多い。そういった低レベルな模倣に対し、「無理膝」（膝だけを無理に突き出して路面に擦る）などの俗称も存在する。
ハングオフ（ハングオン）ではライダーが腰を内側に落とし膝を開くため、ライディングスーツ（レーシングスーツ）の膝の外側を路面に擦ることが多い。路面に膝を擦るとライディングスーツが削れて穴が空いてしまうため、現在のライディングスーツの中には、この部分にプラスチック製や革製の「バンクセンサー」あるいは「ニースライダー」などと呼ばれる突起物が付いているものもある。多くの場合、バンクセンサーは交換できるので、路面に擦って削れても問題ない。バンクセンサーが考案される前は、膝の部分にガムテープなどを厚く貼って対処する例も見られた。